# Geč
Geč je priimek v Sloveniji, ki ga je po podatkih Statističnega urada Republike Slovenije na dan 1. januarja 2010 uporabljalo 180 oseb in je med vsemi priimki po pogostosti uporabe uvrščen na 2.417. mesto.

## Znani nosilci priimka
- Miroslava Geč - Korošec (1939—2002)